# 國家政策影響學生會
暫緩十二年國民基本教育學生會，成立於2011年4月，是由中華民國的一群青年成立的網路學生組織，以要求暫緩十二年國民基本教育為主。該會會長是胡一帆、執行長是施俊宇。

## 理念
大部訴求：
- 近程：暫緩十二年國教，並將其法案重新交付立法院審查。
- 中程：如十二年國教政策仍然窒礙難行，便促使其法案中止。
- 遠程：未來將轉型為學生對教育政策意見討論與整理陳述平台，並於行政院呈交學生意見，以防止未來教育政策不符合現實狀況之弊害。

## 歷史
細部訴求：
- 要求細分成績等級以達成零抽籤，比序上廢止掉一個志願又平白無辜扣三分的制度[需要解释]。

6月15日，舊學生會重組。6月16日，部份成員另起爐灶成立「十二年國教學生研討會」。9月17日，不明人士以外力介入宣布以反十二年國教全國連署陳情學生會名稱創立新學生會，但和原同名社團並無任何關連。10月12日，新學生會宣布更名為現稱。
2013年3月9日，學生會受教育部邀請參與「與部長有約」活動。3月24日，於臺北市大安高工向教育部官員舉布條抗議。3年25日，發布關於十二年國民基本教育的網路民調問卷。　
3月30日至31日，為十二年國民基本教育所預備的模擬會考，缺考率高達10%。4月3日，學生會發起國二學生一人一信，以表達心聲。
4月6日，學生會受邀參與年代新聞臺沈春華所主持的《從臺灣看世界》節目錄影，探討12年國教對臺灣的影響。4月10日，向臺北市議會陳情表示抗議。5月18日，於立法院大門口發起「哀悼失敗十二年國教，五一八百人黑衫學生家長軍包圍教育部」活動。5月28日，受邀參與TVBS《2100全民開講》節目，由夏嘉璐主持，題目爲〈十二年國教行不行〉。
6月8日，於立法院群賢樓外示威抗議，同時要求教育部部長接下陳情書。6月14日，聯合臺灣青年公共事務協會和新北市家長自救聯盟在立法院群賢樓外聚集，要圍堵行政院院長江宜樺，而江宜樺車隊繞路進入立法院。
6月20日至6月27日（6月23日除外），於立法院外發動「繞院擋立法，走走求暫緩」的活動，方式爲手持標語並安靜繞立法院，而繞城靈感源自於聖經約書亞記第六章1～21節。